# وینگسکو
وینگسکو (به لاتین: Wińsko) یک روستا در لهستان است که در گمینا وینگسکو واقع شده‌است.
 وینگسکو  ۱٬۶۰۰ نفر جمعیت دارد.

## خواهرخوانده
شهر هولنشتدت خواهرخواندهٔ وینگسکو هست.